# Эдегор, Рейдар
Ре́йдар Э́дегор (норв. Reidar Ødegaard; 24 ноября 1901 года, Лиллехаммер — 11 апреля 1972 года, Лиллехаммер) — норвежский лыжник, призёр олимпийских игр 1928 года.

## Карьера
На Олимпийских играх 1928 года в Санкт-Морице завоевал бронзу в гонке на 18 км, чуть более минуты уступив серебряному призёру, своему партнёру по команде Оле Хегге и 46 секунд выиграв у ставшего четвёртым финна Вели Сааринена. Кроме этого, Эдегор принял участие в демонстрационных соревнованиях военных патрулей, где вместе со своими партнёрами по норвежской сборной стал победителем.